# متحف كومو للفنون
متحف كومو للفنون هو متحف فني يقع في تالين،إستونيا،يعدالمتحف أحد أكبر متاحف إستونيا وواحد من أكبر المتاحف الفنية في شمال أوروبا.